# 黃氏清水
黃氏清水（2002年7月1日—）是越南模特兒和选美皇后，曾榮獲2024年国际小姐桂冠，此前她曾榮獲2022年越南小姐桂冠。著越南第二次在大型賽事中贏得冠軍四場選美比賽。